# فهرست جایزه‌ها و نامزدی‌های ایم یون آه
این فهرستی از جایزه‌ها و نامزدی‌های دریافت شده توسط خواننده و بازیگر کره‌ای ایم یون آه است.

## جوایز و نامزدی‌ها
| مراسم جوایز                                 | سال               | دسته                                                                  | نامزد / اثر                                | نتیجه    | منابع         |
| ------------------------------------------- | ----------------- | --------------------------------------------------------------------- | ------------------------------------------ | -------- | ------------- |
| فستیوال بین‌المللی فیلم اکشن آسان چونگ‌موگونگ | ۲۰۲۲              | بهترین بازیگر زن                                                      | خروج                                       | برنده    | [ ۱ ]         |
| جوایز آرتیست آسیا                           | ۲۰۱۶              | جایزه ستاره آسیا، بازیگر زن                                           | کی۲                                        | برنده    | [ ۲ ]         |
| جوایز آرتیست آسیا                           | ۲۰۱۶              | جایزه محبوبیت، بازیگر زن                                              | ایم یون آه                                 | برنده    | [ ۲ ]         |
| جوایز آرتیست آسیا                           | ۲۰۱۷              | جایزه بهترین آرتیست، بازیگر زن                                        | پادشاه عاشق                                | برنده    | [ ۳ ]         |
| جوایز آرتیست آسیا                           | ۲۰۱۷              | جایزه محبوبیت، بازیگر زن                                              | ایم یون آه                                 | برنده    | [ ۳ ]         |
| جوایز آرتیست آسیا                           | ۲۰۱۸              | جایزه ترند                                                            | ایم یون آه                                 | برنده    | [ ۴ ]         |
| جوایز آرتیست آسیا                           | ۲۰۱۹              | جایزه بهترین آرتیست، بازیگر زن (فیلم)                                 | خروج                                       | برنده    | [ ۵ ]         |
| جوایز آرتیست آسیا                           | ۲۰۱۹              | بست سوشال آرتیست، بازیگر زن                                           | ایم یون آه                                 | برنده    | [ ۵ ]         |
| کنفرانس درامای تلویزیونی آسیایی             | ۲۰۱۷              | Special Recognition Award for Contribution to Asian Cultural Exchange | خدای جنگ، ژائو یون                         | برنده    | [ ۶ ]         |
| جوایز فیلم آسیایی                           | ۲۰۱۸              | بهترین تازه‌کار                                                        | ماموریت محرمانه                            | نامزدشده | [ ۷ ]         |
| جوایز فیلم آسیایی                           | ۲۰۱۸              | AFA Next Generation Award                                             | ماموریت محرمانه                            | برنده    | [ ۸ ]         |
| جوایز هنری بکسانگ                           | ۲۰۰۹              | بهترین بازیگر تازه‌کار زن (تلویزیون)                                   | تو سرنوشت منی                              | برنده    | [ ۹ ]         |
| جوایز هنری بکسانگ                           | ۲۰۰۹              | محبوب‌ترین بازیگر زن (تلویزیون)                                        | تو سرنوشت منی                              | برنده    | [ ۱۰ ]        |
| جوایز هنری بکسانگ                           | ۲۰۱۰              | محبوب‌ترین بازیگر زن (تلویزیون)                                        | مرد سیندرلا                                | برنده    | [ ۱۱ ]        |
| جوایز هنری بکسانگ                           | ۲۰۱۷              | بهترین بازیگر تازه‌کار زن (فیلم)                                       | ماموریت محرمانه                            | نامزدشده | [ ۱۲ ]        |
| جوایز هنری بکسانگ                           | ۲۰۱۷              | محبوب‌ترین بازیگر زن (فیلم)                                            | ماموریت محرمانه                            | برنده    | [ ۱۳ ]        |
| جوایز هنری بکسانگ                           | ۲۰۲۲              | بهترین بازیگر زن (فیلم)                                               | معجزه: نامه‌هایی به رئیس‌جمهور               | نامزدشده | [ ۱۴ ] [ ۱۵ ] |
| جوایز فیلم اژدهای آبی                       | ۲۰۱۷              | بهترین بازیگر تازه‌کار زن                                              | ماموریت محرمانه                            | نامزدشده | [ ۱۶ ]        |
| ۲۰۱۹                                        | بهترین بازیگر زن  | خروج                                                                  | نامزدشده                                   | [ ۱۷ ]   |               |
| ۲۰۱۹                                        | جایزه ستاره محبوب | خروج                                                                  | برنده                                      | [ ۱۸ ]   |               |
| ۲۰۲۱                                        | بهترین بازیگر زن  | معجزه: نامه‌هایی به رئیس‌جمهور                                          | نامزدشده                                   | [ ۱۹ ]   |               |
| ۲۰۲۱                                        | جایزه ستاره محبوب | معجزه: نامه‌هایی به رئیس‌جمهور                                          | برنده                                      | [ ۲۰ ]   |               |
| جوایز فیلم بوایل                            | ۲۰۱۹              | محبوب‌ترین بازیگر زن                                                   | خروج                                       | برنده    | [ ۲۱ ] [ ۲۲ ] |
| جشنواره فیلم بوسان                          | ۲۰۱۱              | Christian Dior: Best Dressed Celebrity of the Year                    | ایم یون آه                                 | برنده    |               |
| جشنواره فیلم بوسان                          | ۲۰۱۷              | جوایز ستاره آسیایی ماری کلر: جایزه ستاره در حال پیشرفت                | ماموریت محرمانه                            | برنده    | [ ۲۳ ]        |
| جشنواره فیلم بوسان                          | ۲۰۱۹              | جوایز ستاره آسیایی ماری کلر: جایزه چهرهٔ آسیا                          | ایم یون آه                                 | برنده    | [ ۲۴ ]        |
| جوایز هنری فیلم چونسا                       | ۲۰۲۰              | بهترین بازیگر زن                                                      | خروج                                       | نامزدشده | [ ۲۵ ]        |
| کازمو گلم نایت                              | ۲۰۱۹              | شخص سال                                                               | ایم یون آه                                 | برنده    | [ ۲۶ ] [ ۲۷ ] |
| جوایز ال استایل کره                         | ۲۰۱۷              | کی-استایل آیکن                                                        | ایم یون آه                                 | برنده    | [ ۲۸ ]        |
| فستیوال فیلم گلدن سینما                     | ۲۰۲۱              | جایزه محبوبیت                                                         | خروج                                       | برنده    | [ ۲۹ ]        |
| جوایز ناقوس بزرگ                            | ۲۰۱۷              | بهترین بازیگر تازه‌کار زن                                              | ماموریت محرمانه                            | نامزدشده | [ ۳۰ ]        |
| جوایز و فستیوال فیلم بین‌المللی ماکائو       | ۲۰۱۸              | سفیر استعداد                                                          | ایم یون آه                                 | برنده    | [ ۳۱ ]        |
| جوایز و فستیوال فیلم بین‌المللی ماکائو       | ۲۰۱۹              | Asian Stars Up Next Award                                             | خروج                                       | برنده    | [ ۳۲ ] [ ۳۳ ] |
| جوایز درامای کی‌بی‌اس                         | ۲۰۰۸              | بهترین بازیگر تازه‌کار زن                                              | تو سرنوشت منی                              | برنده    | [ ۳۴ ]        |
| جوایز درامای کی‌بی‌اس                         | ۲۰۰۸              | جایزه نتیزن                                                           | تو سرنوشت منی                              | برنده    | [ ۳۴ ]        |
| جوایز درامای کی‌بی‌اس                         | ۲۰۱۲              | جایزه بازیگر برتر زن در یک درام با طول متوسط                          | باران عشق                                  | نامزدشده |               |
| جوایز درامای کی‌بی‌اس                         | ۲۰۱۲              | جایزه نتیزن                                                           | باران عشق                                  | برنده    | [ ۳۵ ]        |
| جوایز درامای کی‌بی‌اس                         | ۲۰۱۳              | جایزه بازیگر برتر زن در یک مینی‌سریال                                  | نخست‌وزیر و من                              | برنده    | [ ۳۶ ] [ ۳۷ ] |
| جوایز درامای کی‌بی‌اس                         | ۲۰۱۳              | جایزه بهترین زوج                                                      | ایم یون آه (همراه لی بوم-سو) نخست‌وزیر و من | برنده    | [ ۳۶ ] [ ۳۷ ] |
| جوایز درامای کره                            | ۲۰۰۸              | جایزه محبوبیت نتیزن                                                   | تو سرنوشت منی                              | برنده    | [ ۳۸ ]        |
| جوایز درامای کره                            | ۲۰۱۷              | جایزه برترین بازیگر زن                                                | پادشاه عاشق                                | نامزدشده | [ ۳۹ ]        |
| جوایز اولین برند کره                        | ۲۰۱۹              | بهترین بازیگر زن فیلم                                                 | خروج                                       | برنده    | [ ۴۰ ]        |
| جوایز فیلم کره‌ای شاینینگ استار              | ۲۰۱۷              | جایزه تازه‌کار: بهترین بازیگر تازه‌کار زن                               | ماموریت محرمانه                            | برنده    | [ ۴۱ ]        |
| Marianas International Film Festival        | ۲۰۱۷              | محبوب‌ترین بازیگر زن آسیایی                                            | ماموریت محرمانه                            | برنده    | [ ۴۲ ]        |
| جوایز درامای ام‌بی‌سی                         | ۲۰۱۷              | جایزه برترین بازیگر زن در یک درام دوشنبه – سه‌شنبه                     | پادشاه عاشق                                | نامزدشده |               |
| جوایز درامای ام‌بی‌سی                         | ۲۰۱۷              | جایزه محبوبیت، بازیگر زن                                              | پادشاه عاشق                                | نامزدشده | [ ۴۳ ]        |
| جوایز برگزیده ۲۰ ام‌نت                       | ۲۰۱۲              | جایزه ستاره درام زن ۲۰                                                | باران عشق                                  | نامزدشده |               |
| فستیوال بین‌المللی فیلم جوانان سئول          | ۲۰۱۴              | بهترین بازیگر زن جوان                                                 | نخست‌وزیر و من                              | نامزدشده |               |
| جوایز سومپی                                 | ۲۰۱۸              | بازیگر سال                                                            | پادشاه عاشق                                | برنده    | [ ۴۴ ]        |
| جوایز سئول                                  | ۲۰۱۷              | بهترین بازیگر تازه‌کار زن، فیلم                                        | ماموریت محرمانه                            | نامزدشده | [ ۴۵ ]        |
| جوایز سئول                                  | ۲۰۱۷              | جایزه محبوبیت، بازیگر زن                                              | ماموریت محرمانه                            | برنده    | [ ۴۶ ]        |
| University Film Festival of Korea           | ۲۰۱۸              | جایزه بهترین بازیگر زن                                                | ماموریت محرمانه                            | برنده    | [ ۴۷ ]        |
| جوایز ویبو استارلایت                        | ۲۰۲۱              | تالار مشاهیر                                                          | ایم یون آه                                 | برنده    | [ ۴۸ ]        |
| فستیوال زنان در فیلم کره                    | ۲۰۱۹              | بهترین بازیگر تازه‌کار زن                                              | خروج                                       | برنده    | [ ۴۹ ]        |

## سایر افتخارات

### فهرست‌ها
| ناشر  | سال  | فهرست                  | جایگاه      | منابع  |
| ----- | ---- | ---------------------- | ----------- | ------ |
| فوربز | ۲۰۱۶ | ۳۰ شخص زیر ۳۰ سال آسیا | جایگیری شده | [ ۵۰ ] |
| فوربز | ۲۰۱۸ | ۴۰ سلبریتی قدرتمند کره | سی‌ام        | [ ۵۱ ] |